# Hohenbergia edmundoi
Hohenbergia edmundoi är en gräsväxtart som beskrevs av Lyman Bradford Smith och Robert William Read. Hohenbergia edmundoi ingår i släktet Hohenbergia och familjen Bromeliaceae. Inga underarter finns listade i Catalogue of Life.